# Énergie renouvelable au Luxembourg

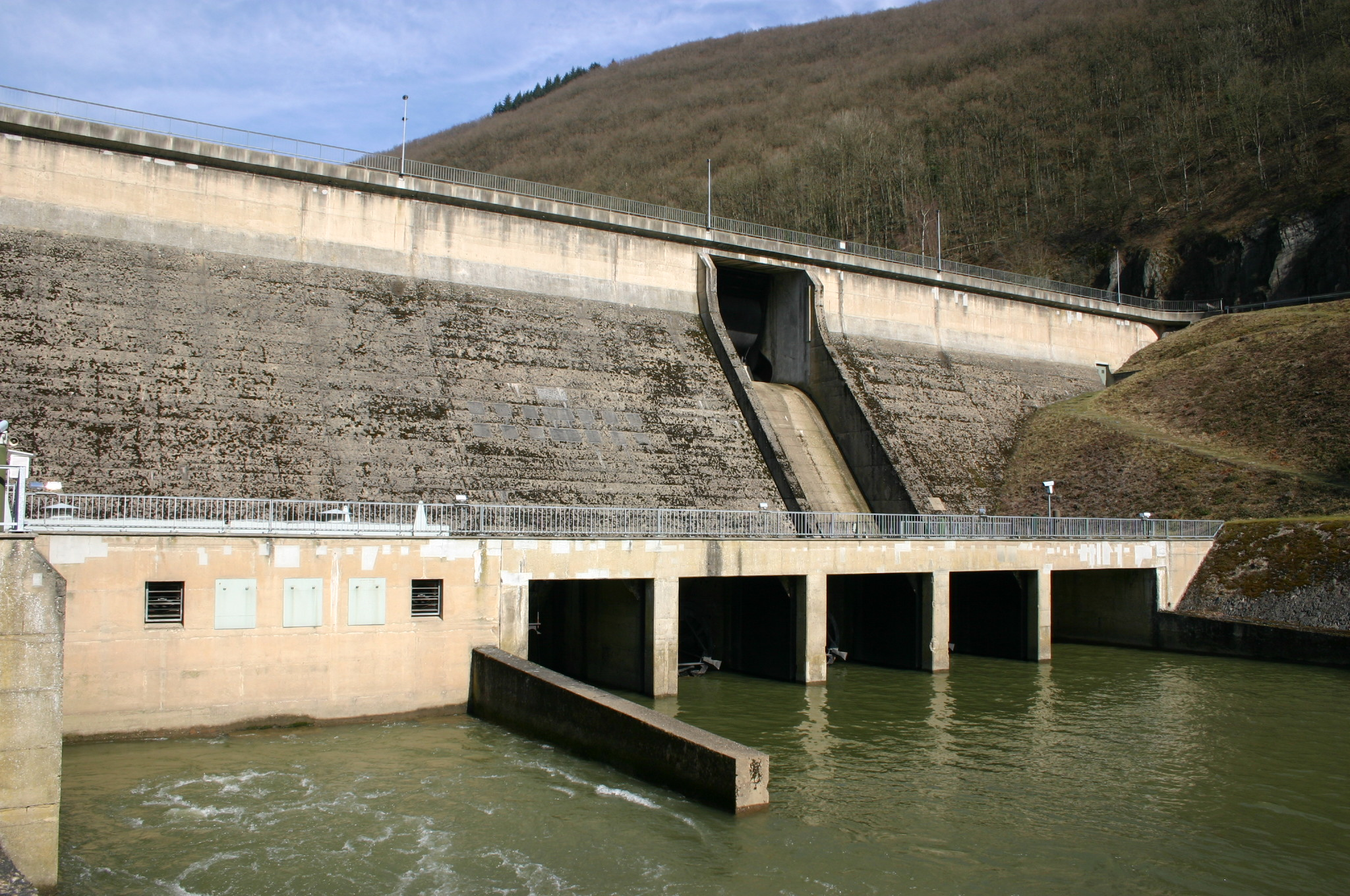
Barrage

L'énergie renouvelable au Luxembourg provient des énergies hydraulique, éolienne, de la biomasse et de l'énergie solaire.

## Politique
La politique qui soutient le développement des énergies renouvelables au Luxembourg est la loi-cadre de 1993 (modifiée en 2005), dans laquelle des tarifs spéciaux sont accordés aux différents types d'énergies renouvelables utilisées et des subventions sont disponibles pour les entreprises privées qui investissent dans les technologies des énergies renouvelables.

## Production électrique
En 2005, les énergies renouvelables ont contribué à la production d'électricité de 24,8 % du pays.
En 2021, les énergies renouvelables produisent 80 % de l'électricité du Luxembourg, dont 26 % d'énergie éolienne, 17 % d'énergie solaire, 8 % d'énergie hydraulique et 29 % d'autres énergies renouvelables (bioénergie, etc.).